# Josephine Tey
Josephine Tey és el pseudònim que l'escriptora escocesa Elisabeth Mackintosh (Inverness, 1896 - Londres, 1952) feia servir per les seves novel·les de misteri. També va escriure algunes obres (novel·la, teatre) sota el pseudònim de Gordon Daviot. Tot i que només va escriure vuitnovel·les detectivesques, almenys dues figuren en gairebé tots els llistats anglosaxons de les millors novel·les de misteri de tots els temps. The Daughter of Time ha encapçalat un d'aquests llistats (el del 1990, fet per l'Associació d'Escriptors de Novel·la Negra britànica).
Josephine Tey pertany per raons cronològiques a l'anomenada edat d'or de les novel·les de misteri, però tant el seu detectiu –l'inspector Grant– com el temes que toca la situen relativament a banda d'altres escriptors britànics d'aquesta època. Així, si bé a l'inspector Grant se l'hi adjudica una qualitat poc freqüent en un inspector de policia britànic, com és haver sigut educat en una escola privada, Grant és presentat com una persona ben real, del tot allunyada dels arquetips populars en moltes novel·les de l'edat d'or, com per exemple l'Hercule Poirot d'Agatha Christie.
Les novel·les de misteri de Josephine Tey formen no s'assemblen als patrons habituals d'aleshores. Així, les novel·les inclouen tant la reconstrucció històrica (The Daughter of Time, sobre el suposats crims de Ricard III, investigats per Grant des del seu llit d'hospital), com un misteri sense assassinat (The Franchise Affair) o una suplantació de personalitat: Brat Farrar, en la qual un impostor esdevé un personatge entranyable.
Sota el pseudònim de Gordon Daviot va escriure sis obres teatrals que la van fer també famosa, així com tres novel·les psicològiques i una biografia. Morí a Londres el 1952.

## Novel·les de misteri
- The Man in the Queue (1929)
- A Schilling for Candles (1936), adaptada al cinema per Alfred Hitchcock amb el nom d'Innocència i joventut (Young and innocent)
- Miss Pym Disposes (1946)
- The Franchise Affair (1948)
- Brat Farrar (1949)
- To Love and be Wise (1950)
- The Daughter of Time (1951)
- The Singing Sands (1952)